# Ruibarbre
|  | Aquest article tracta sobre el gènere Rheum, anomenat ruibarbre en català. Vegeu-ne altres significats a « Ruibarbre (desambiguació)». |

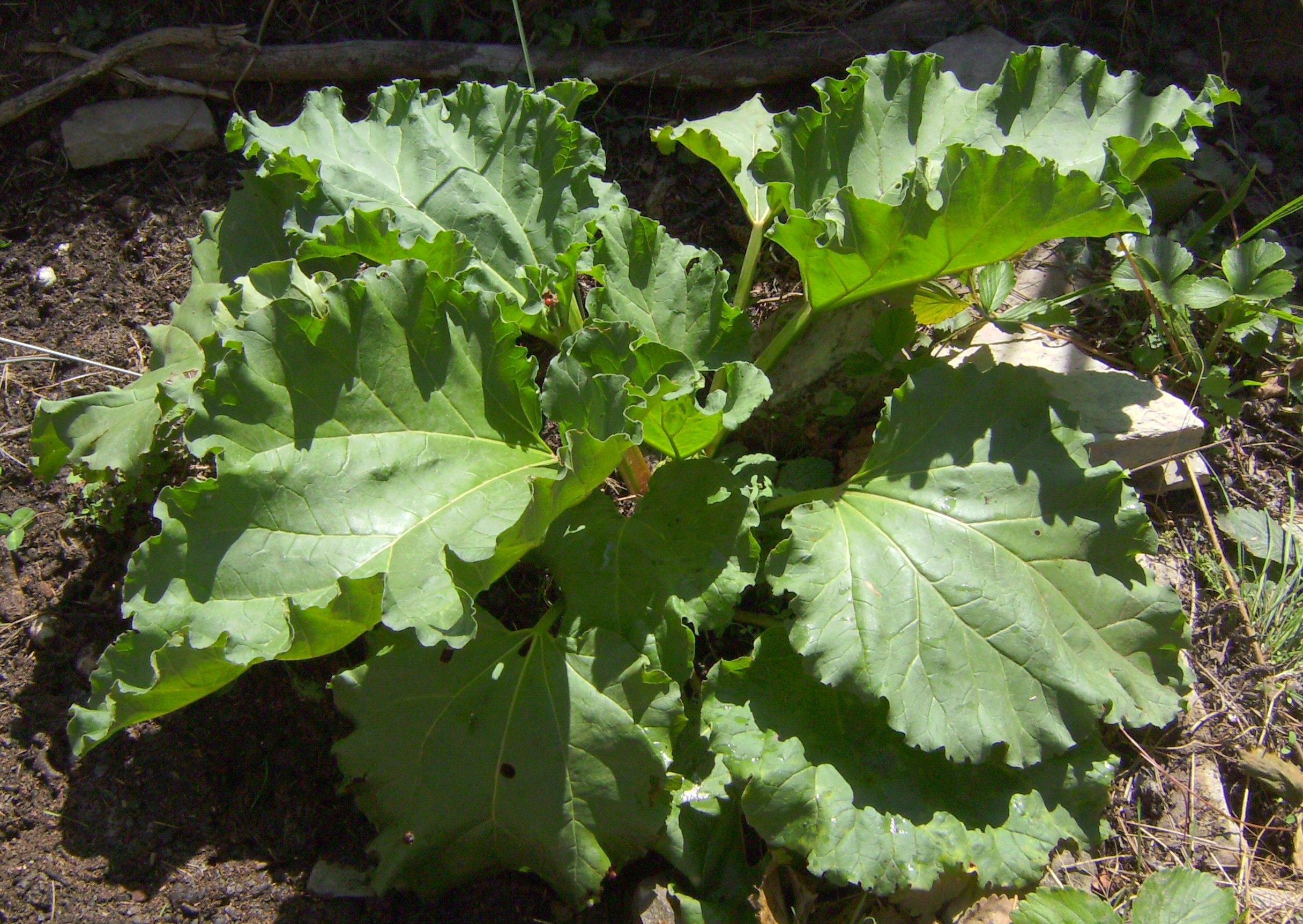
Planta cultivada de ruibarbre de l'espècie R.rhabarbarum (Castelltallat)

Rheum o ruibarbre és un gènere de plantes angiospermes de la família de les poligonàcies (Polygonaceae). Són plantes natives de l'Àsia temperada i d'algunes parts de l'est d'Europa, com ara Bulgària, Ucraïna o Armènia.

## Descripció
Són plantes herbàcies perennes i vivaç amb un rizoma llenyós, la tija és molt curta o mancant, les fulles, habitualment basals, acostumen a ser grosses i amb pecíol, de forma entre cordada-ovada fins orbicular o reniforme, la seva nervadura és palmada i el marge pot ser sencer, sinuós o lobulat. Les flors són hermafrodites amb sis tèpals verd-blanquinosos o verd-rosats, essent els tres interiors més amples que els tres exteriors. L'androceu acostuma a contenir 9 estams amb les anteres de color groc o rosat. Al gineceu en destaquen tres estils amb un estigma amb forma globosa. Les flors s'agrupen en inflorescències terminals en panícula. El fruit és un aqueni.

## Taxonomia
Aquest gènere va ser publicat per primer cop l'any 1753 al primer volum de l'obra Species Plantarum del botànic suec Carl von Linné (1707-1778).

### Espècies
Dins del gènere Rheum es reconeixen les 56 espècies següents:
- Rheum acuminatum Hook.f. & Thomson
- Rheum alexandrae Batalin
- Rheum australe D.Don
- Rheum austroiranicum Taheri & Assadi
- Rheum compactum L.
- Rheum cordatum Losinsk.
- Rheum coreanum Nakai
- Rheum darvasicum V.S.Titov ex Losinsk.
- Rheum delavayi Franch.
- Rheum fedtschenkoi Maxim. ex Regel
- Rheum forrestii Diels
- Rheum glabricaule Sam.
- Rheum globulosum Gage
- Rheum hissaricum Losinsk.
- Rheum hotaoense C.Y.Cheng & T.C.Kao
- Rheum inopinatum Prain
- Rheum iranshahrii Taheri & Assadi
- Rheum khorasanicum Baradaran & Jafari
- Rheum kialense Franch.
- Rheum kordestanicum Taheri & Assadi
- Rheum laciniatum Prain
- Rheum lhasaense A.J.Li & P.K.Hsiao
- Rheum likiangense Sam.
- Rheum lucidum Losinsk.
- Rheum macrocarpum Losinsk.
- Rheum maculatum C.Y.Cheng & T.C.Kao
- Rheum maximowiczii Losinsk.
- Rheum moorcroftianum Royle
- Rheum nanum Siev.
- Rheum neyshabourense Baradaran & Jafari
- Rheum nobile Hook.f. & Thomson
- Rheum officinale Baill.
- Rheum palaestinum Feinbrun
- Rheum palmatum L.
- Rheum persicum Losinsk.
- Rheum platylobum Rech.f.
- Rheum przewalskyi Losinsk.
- Rheum pumilum Maxim.
- Rheum racemiferum Maxim.
- Rheum rhabarbarum L.
- Rheum rhaponticum L.
- Rheum rhomboideum Losinsk.
- Rheum ribes L.
- Rheum spiciforme Royle
- Rheum subacaule Sam.
- Rheum sublanceolatum C.Y.Cheng & T.C.Kao
- Rheum tanguticum (Maxim. ex Regel) Balf.
- Rheum tataricum L.f.
- Rheum telianum İlçim
- Rheum tibeticum Maxim. ex Hook.f.
- Rheum turkestanicum Janisch.
- Rheum uninerve Maxim.
- Rheum uzengukuushi Lazkov & H.J.Choi
- Rheum webbianum Royle
- Rheum wittrockii C.E.Lundstr.
- Rheum yunnanense Sam.

### Sinònims
Els següent noms científic és un sinònim heterotípic de Rheum:
- Rhabarbarum Fabr.

### Híbrids
S'ha descrit el següent híbrid natural:
- Rheum × svetlanae Krassovsk.

## Conreu
Molt popular a Gran Bretanya, Bèlgica i els països germànics però pràcticament desconegut a altres països. Es poden sembrar les llavors en un viver i després plantar-les però més sovint es reprodueix vegetativament per assegurar el millor sabor. S'arrenquen els pecíols a partir de principi de primavera i es deixa la resta de la planta al seu lloc. Al triangle del ruibarbre del Yorkshire, hi ha una tradició de conrear el ruibarbre a l'interior, lluny de la llum - segons la tradició s'espleta amb la llum d'espelmes - per tal d'obtenir un ruibarbre més suau.
Les espècies comestibles conreades a Europa són R. rhabarbarum i R. rhaponticum, mentre que R. officinale és medicinal i R. palmatum es conrea a la Xina.

## Usos

### Gastronomia

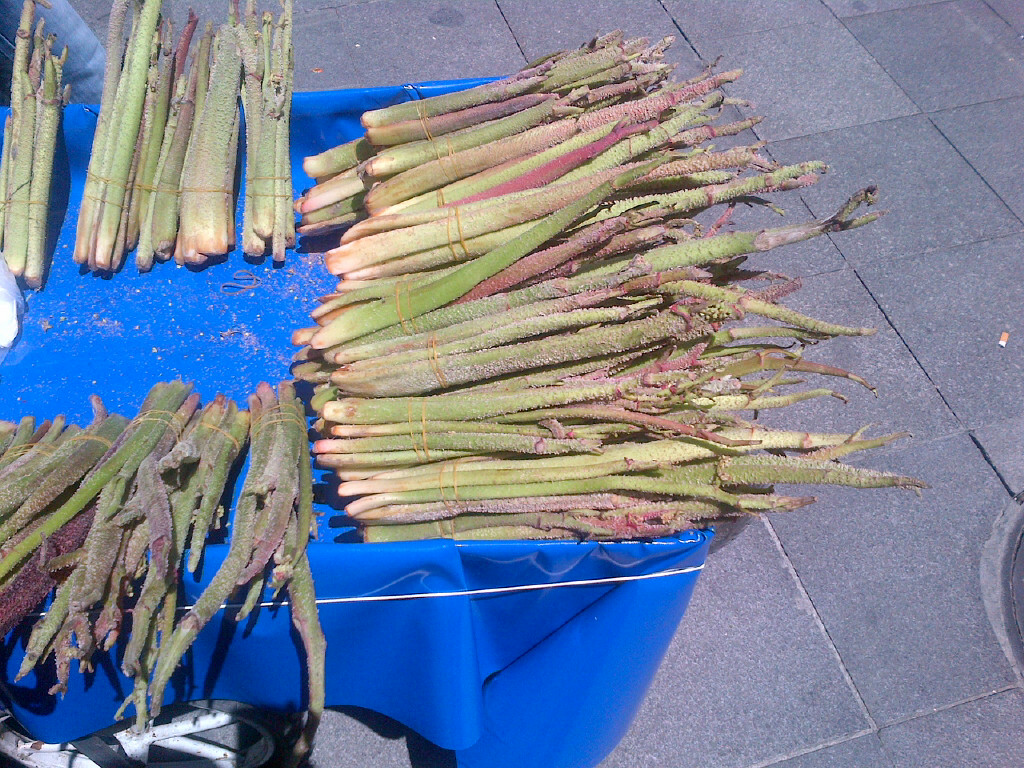
Işgın o ışkın (Rheum ribes en turc) al Mercat Històric de Kadıköy, Istanbul.

Com a planta comestible els pecíols es fan servir per fer el pastís de ruibarbre molt popular al Regne Unit, per fer confitures o purés.
En algunes zones de Turquia, especialment Malatya i Elazığ, el ruibarbre Rheum ribes es menja cru o fet amb ous a la cuina local.

### Medicina popular
Com a planta medicinal és laxant i astringent.